# Historia de Bremen
La historia de Bremen, ciudad y estado de Alemania, comprende más de 1200 años y comienza con su primera mención en un escrito del año 782. En el año 787, Carlomagno funda el obispado de Bremen, por lo que la ciudad pasa a ser el centro de la cristianización de la Europa septentrional. En 965 el emperador Otón I otorga al arzobispado de Bremen derechos de mercado. Entre los años 1043 y 1072 se produce el primer crecimiento económico bajo el arzobispado de Adalbert. En 1186 el emperador Federico I Barbarroja promulga la primera ley de la burguesía.
En 1260 la ciudad, gobernada por sus gremios de comerciantes, entra en la Liga hanseática —que buscaba monopolizar el comercio del mar del Norte y del Báltico— de la que se separa en 1285 por primera vez por rencores comerciales con otras ciudades bálticas; la situación que se prolonga unos setenta años. En el año 1300 empieza la construcción de la muralla. En el siglo XIV, Bremen alcanza la independencia —con el estatus de ciudad libre, freie Städte— del Arzobispado, con el que estará en disputa hasta la Reforma protestante. En 1358 vuelve a la Liga Hanseática, y en 1362 aporta 300 soldados para la batalla de Helsingborg en el marco de la guerra danesa-hanseática. Vuelve a ser expulsada de la Liga nuevamente en 1427.
En 1500 Bremen forma parte del Círculo de Baja Sajonia y en 1533 tiene lugar el llamado Levantamiento de los 104 Hombres. En 1563, Bremen fue expulsada por tercera vez de la Liga Hanseática. En 1646, después de la lucha contra los suecos en la Guerra de los Treinta Años, se convierte en ciudad-estado independiente. Deberá confrontar con los suecos, dueños de los ducados circundantes, formalmente ducados de Bremen y Verden, anteriormente episcopales.
En 1806, tras la disolución del Sacro Imperio Romano Germánico, el alcalde Johann Smidt aseguró la independencia de la ciudad libre en la Confederación del Rin. En 1811 la ciudad fue ocupada por tropas francesas al mando de Napoleón —se integró en el departamento de Bouches-du-Weser—, finalizando la ocupación el 15 de octubre de 1813. En 1815, en virtud del Congreso de Viena, recibe el estatus de Estado soberano, siendo parte, a su vez, de la Confederación Alemana. En 1827 se funda en la desembocadura del río Weser el puerto de Bremerhaven. En 1832 comienza la emigración de más de siete millones de personas al "Nuevo Mundo", que se prolonga hasta mediados del siglo siguiente.
En 1866 la ciudad se hace miembro de la Confederación Alemana del Norte. En 1871, con el inicio del Imperio alemán, Bremen se incorpora con el título constitucional de «Ciudad libre hanseática», así como un asiento en el Bundesrat. En 1888 se produce la incorporación de Bremen a la Unión Aduanera Alemana y la inauguración del primer puerto libre alemán. Con nuevos muelles marítimos y un fondeadero en Bremerhaven, se convirtió en el principal puerto de emigración de Alemania a las Américas y en un punto de entrada para su comercio colonial de desarrollo tardío. El Norddeutscher Lloyd (NDL), fundado en Bremen en 1857, se desarrolló como una de las compañías navieras líderes en el mundo.
En el siglo XX, Bremen, que era una ciudad ampliamente liberal y socialdemócrata, perdió su autonomía bajo el régimen de Hitler. Bremen sufrió durante la Segunda Guerra Mundial 173 bombardeos entre el 18 de mayo de 1940 (7 muertos) y el 24 de abril de 1945 (19 muertos), en el transcurso de los cuales se arrojaron 890.000 bombas que mataron a 3562 personas y dos tercios del tejido de la ciudad sufró graves daños.El 25 de abril de 1945, en los últimos estertores de la guerra, la ciudad fue ocupada por los británicos y ese mismo año pasó a ser una Zona de Ocupación norteamericana (Amerikanische Exklave) en la zona otorgada a la ocupación británica.
En 1949 Bremen se constituye como uno de los Bundesland (länder formado por la ciudad de Bremen y la ciudad de Bremerhaven) fundadores de la República Federal Alemana. Desde finales de la década de 1950, el Wirtschaftswunder de la posguerra atrajo a trabajadores a la ciudad desde Turquía y el sur de Europa, de modo que, junto con los refugiados reasentados en el siglo XXI, cerca de un tercio de la población actual de Bremen es de origen reciente no alemán.

Representaciones históricas de Bremen
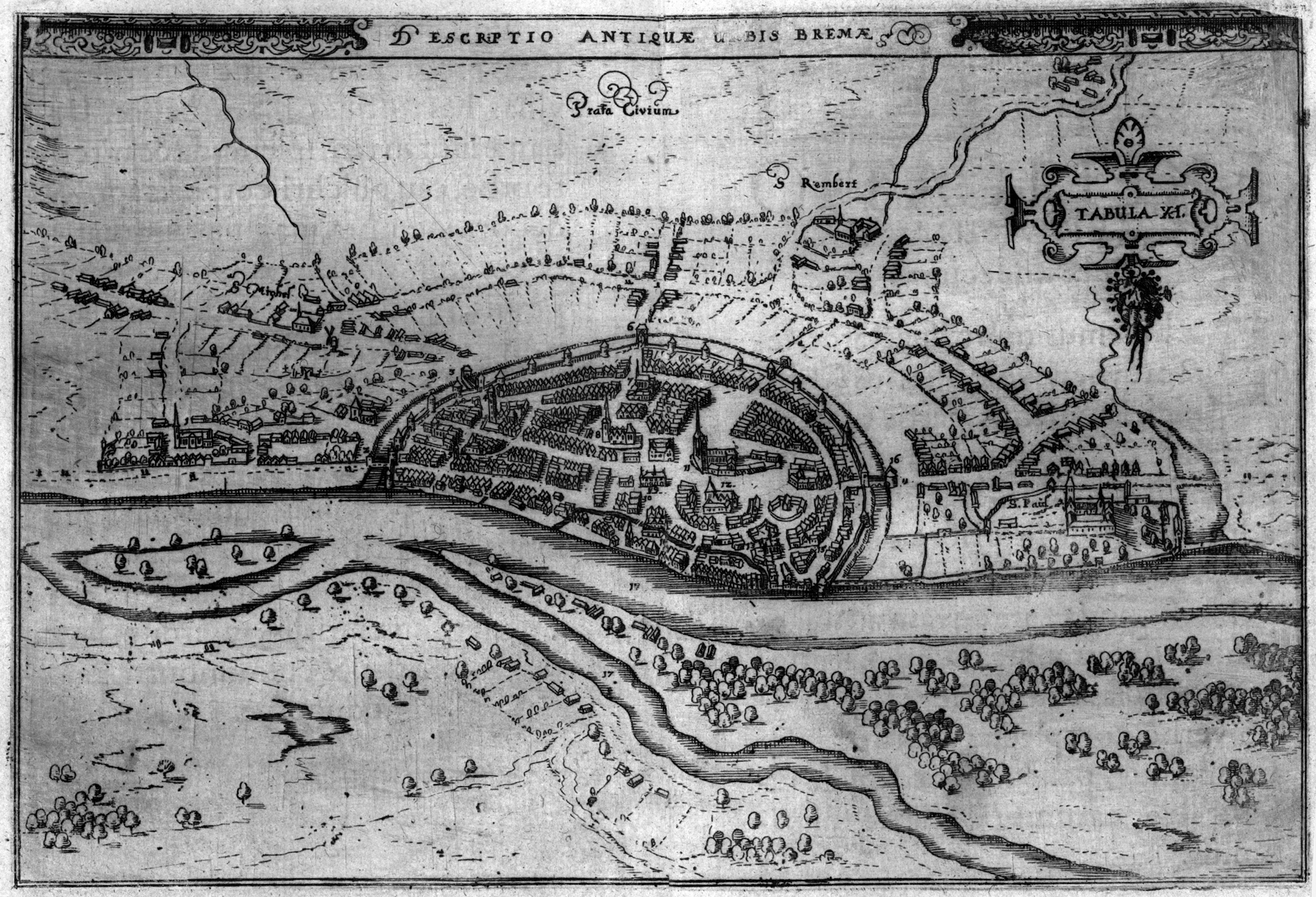
Bremen en el siglo XIII, todavía sin el puente Weser, el ayuntamiento y el Stephanimauer; recreación de 1603
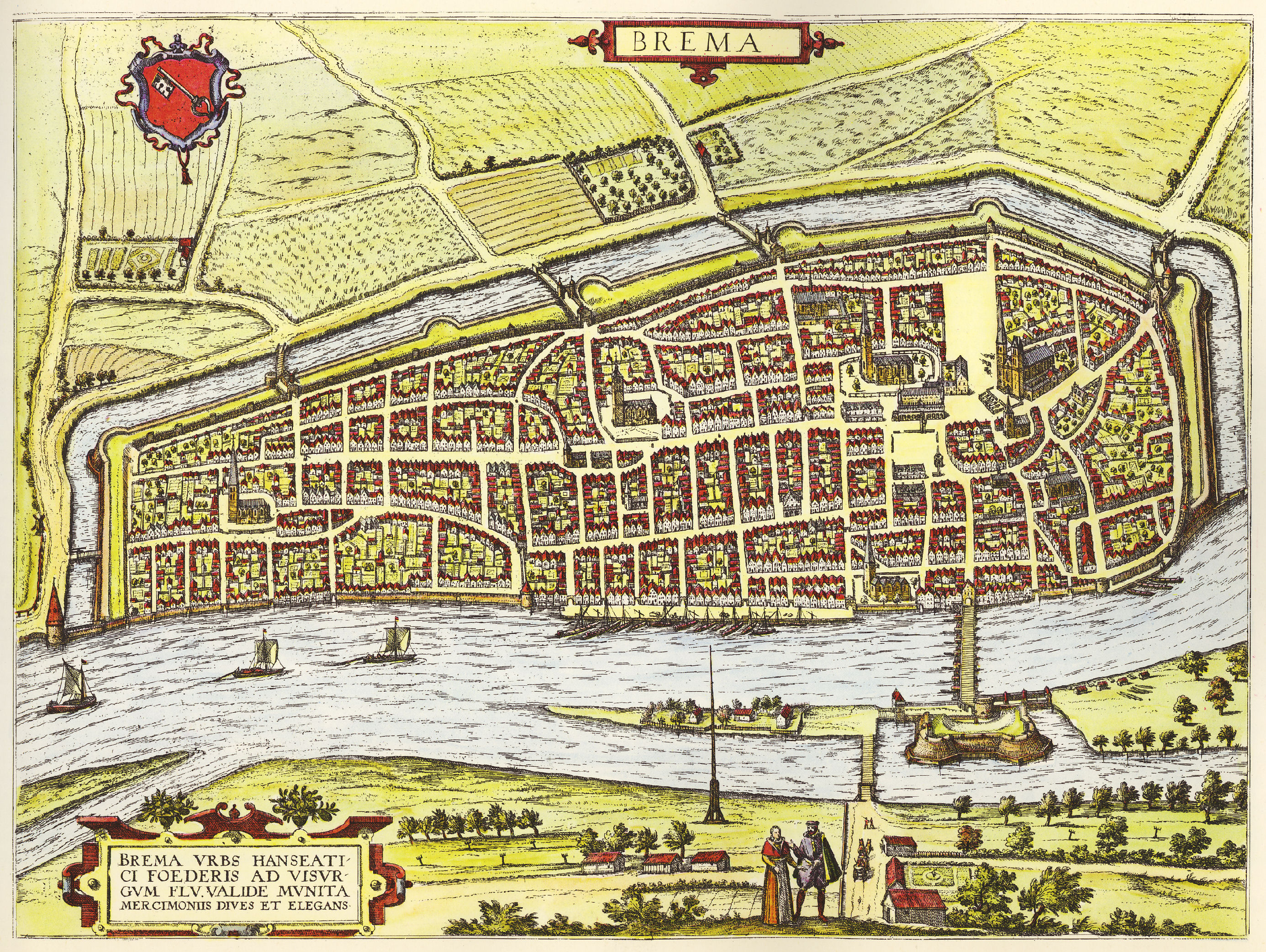
Bremen en la segunda mitad del siglo XVI
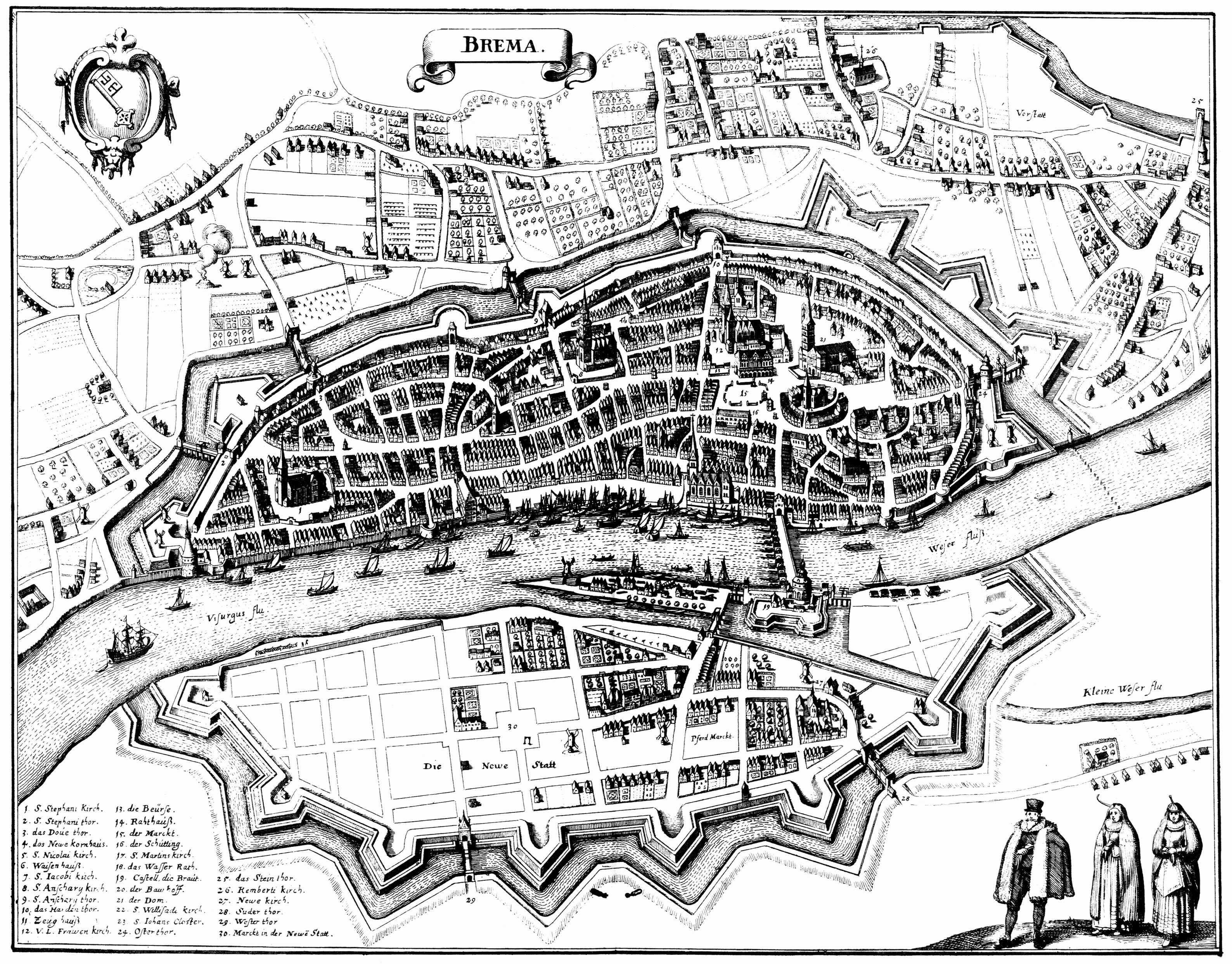
Bremen en 1641
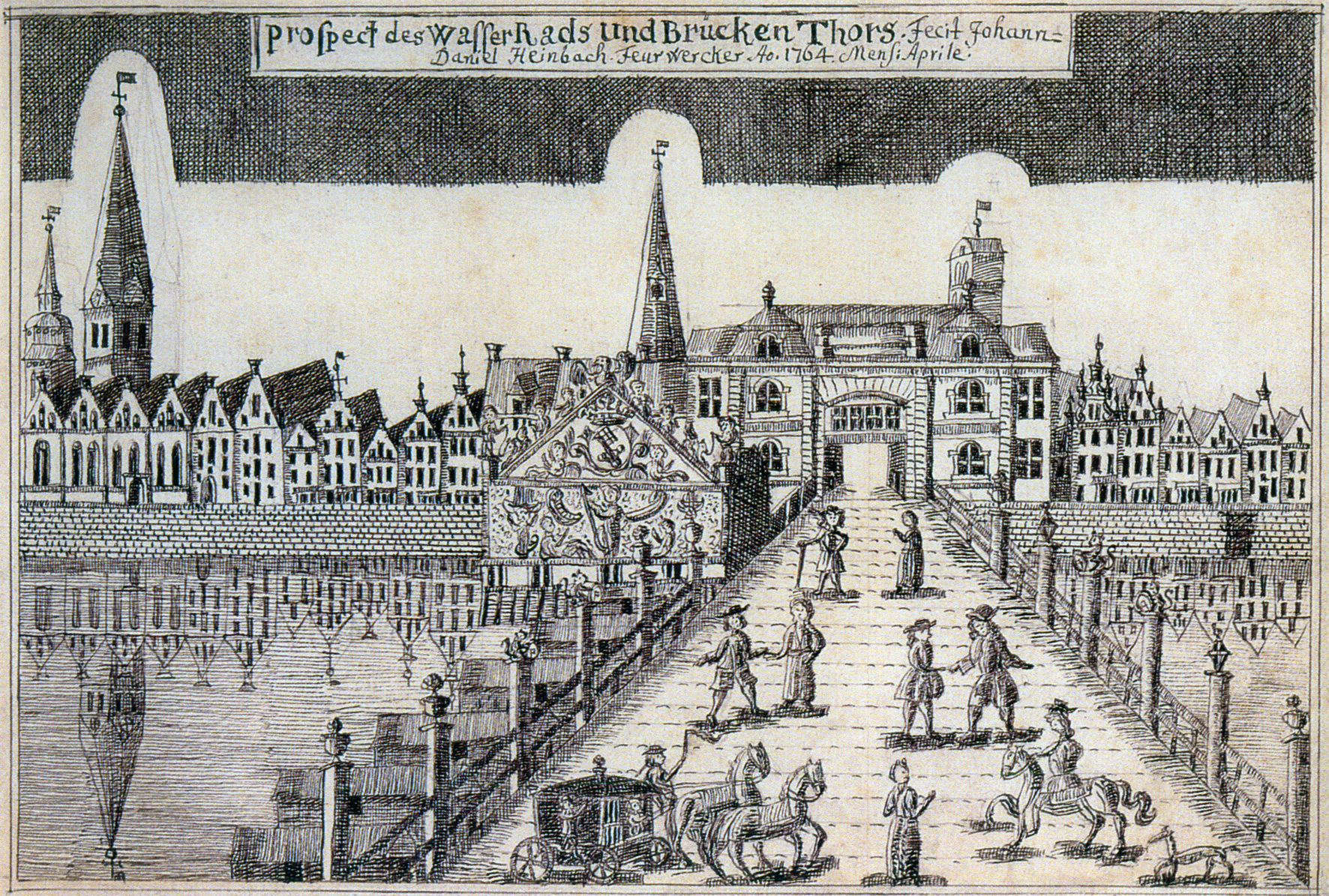
Bremen en 1764

## Prehistoria
Las marismas cerca de Bremen han estado habitadas desde alrededor del año 12000 a. C. Lugares de enterramiento y asentamientos en Bremen-Mahndorf y Bremen-Osterholz se remontan al siglo VII. Desde el Renacimiento, algunos científicos creen que la entrada Fabiranum o Phabiranon en el Cuarto mapa de Europa de Ptolomeo, escrito en el año 150, se refiere a Bremen, Pero Ptolomeo proporciona coordenadas geográficas, y estas se refieren a un lugar al noreste de la desembocadura del río Visurgis (Weser). En tiempos de Ptolomeo los caucos vivieron en la zona hoy denominada Alemania del noroeste o Baja Sajonia. A finales del siglo III, se habían fusionado con los sajones.

## Edad Media
Durante las guerras sajonas (772-804) los sajones, liderados por Viduquindo, lucharon contra los francos germánicos occidentales, los fundadores del imperio carolingio, y perdieron la guerra. La primera mención de Bremen en un escrito data precisamente de esta época, de 782. Carlomagno, el rey de los francos, hizo una nueva ley, la Lex Saxonum, que prohibió a los sajones venerar a Odín (el dios de los sajones); en lugar de eso tenían que convertirse al cristianismo bajo pena de muerte. En 787, fundó el obispado de Bremen, por lo que Bremen pasa a ser el centro de la cristianización de la Europa septentrional. Willehado dedicó en 789 la primera Catedral de Bremen al apóstol Pedro, cuyo atributo, la llave, se convierte en el escudo de Bremen. Desde mediados del siglo IX hasta finales del siglo XIII Bremen fue gobernada por arzobispos.
En 848 la archidiócesis de Hamburgo se fusionó con la diócesis de Bremen para convertirse en la archidiócesis de Hamburgo-Bremen, con sede en Bremen, y en los siglos siguientes los arzobispos de Hamburgo-Bremen fueron el motor principal de la cristianización del norte de Alemania. En 888, por encargo del arzobispo Remberto, el rey Arnulfo de Carintia, el rey carolingio de Francia Oriental, otorgó a Bremen el derecho a celebrar su propio mercado, acuñar sus propias monedas y hacer sus propias leyes aduaneras.
Los magiares atacaron la ciudad en 915. En 965 - El emperador Otón I otorgó al Arzobispado de Bremen derechos de mercado.

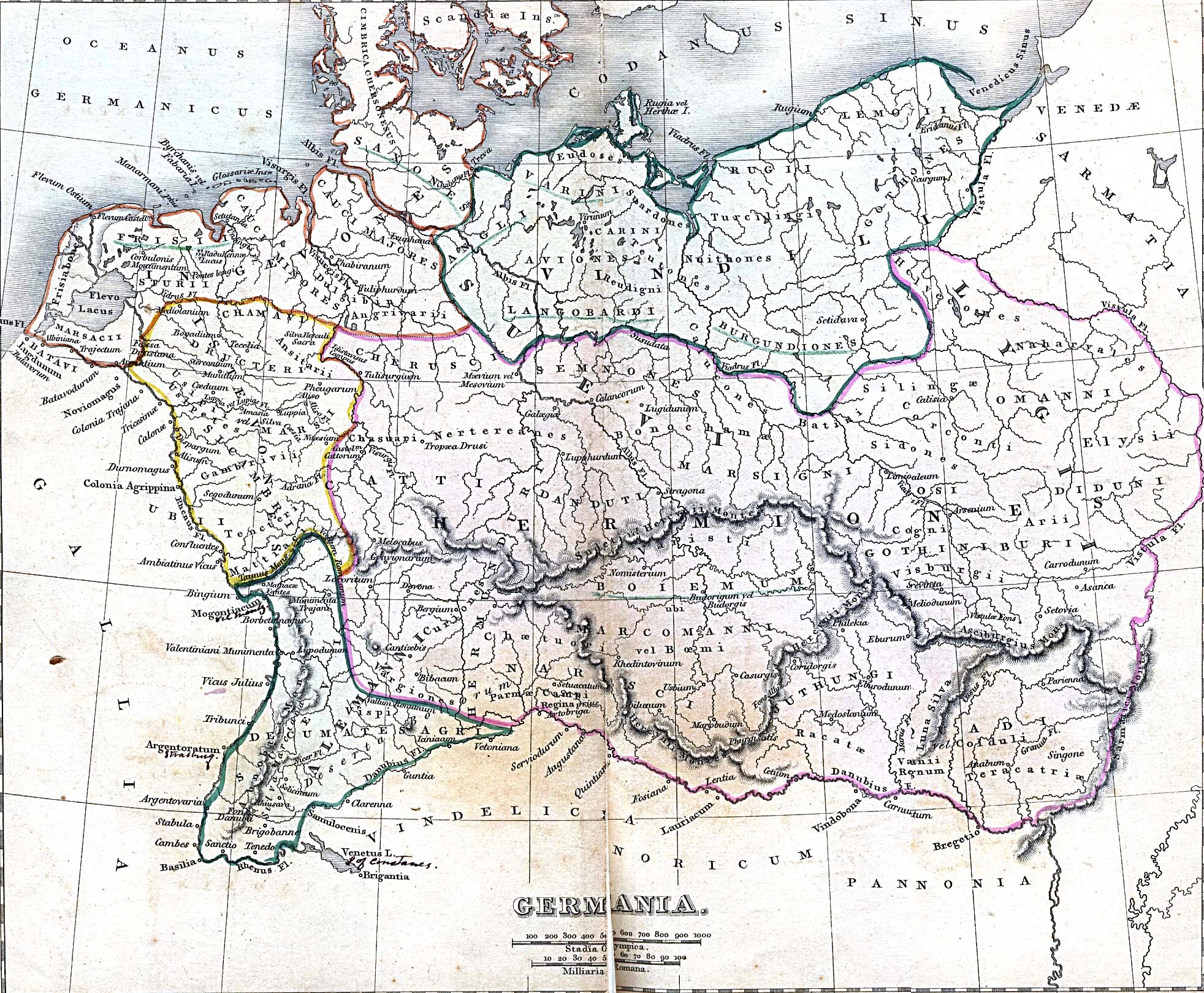
Germania, a principios del (Harper & Brothers, 1849).

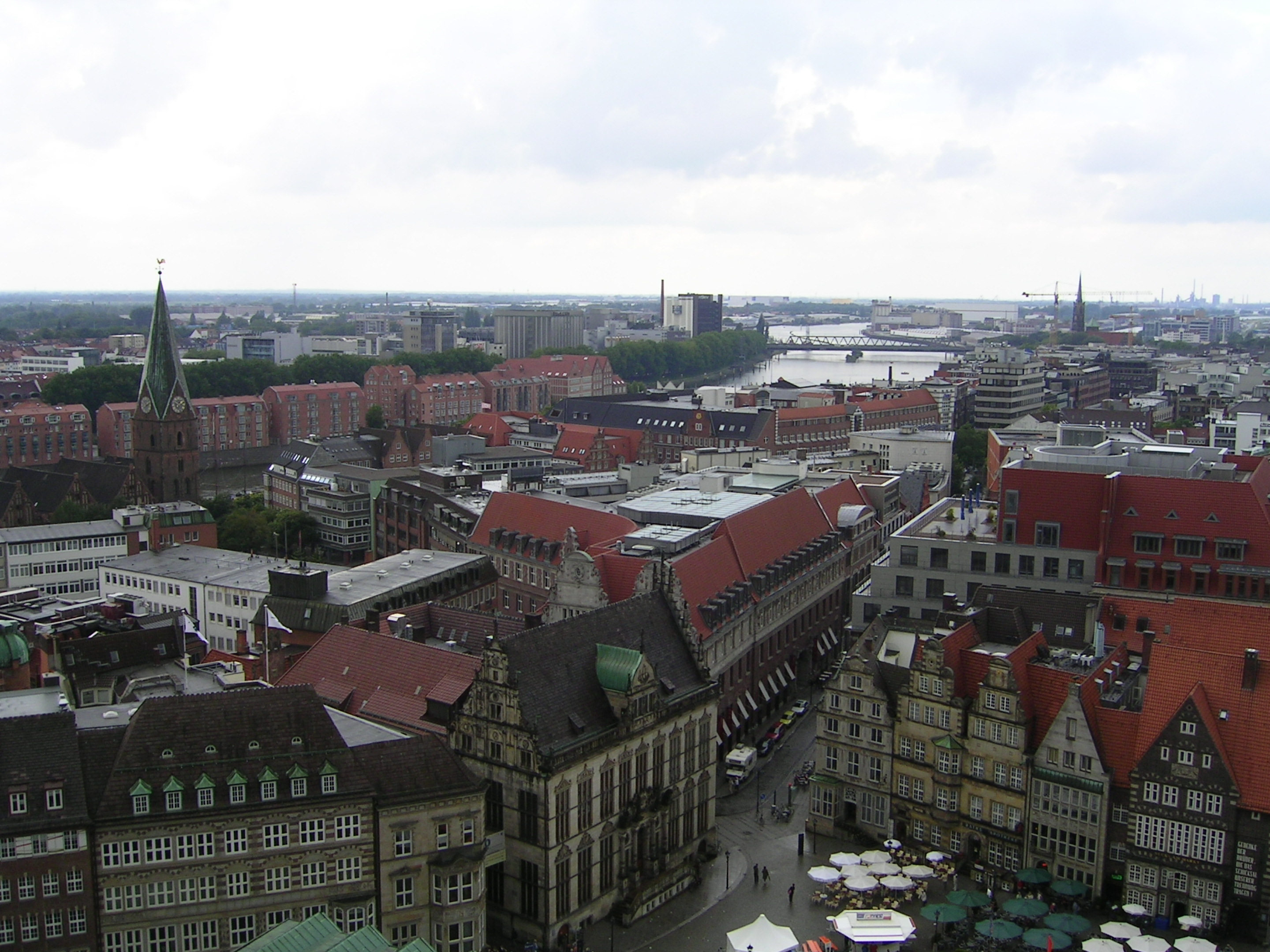
Vista desde la catedral de Bremen en dirección al puente Stephani.

Las primeras murallas de piedra de la ciudad se construyeron en 1032. Alrededor de esa época el comercio con Noruega, Inglaterra y el norte de los Países Bajos comenzó a crecer, incrementando de esta manera la importancia de la ciudad. El primer período de crecimiento económico se produjo entre 1043 y 1072, bajo el arzobispado de Adalbert.
En 1186, el príncipe arzobispo Hartwig de Uthlede y su alguacil en Bremen confirmaron, sin ignorar el señorío superior del príncipe arzobispo sobre la ciudad, el Privilegio Gelnhausen, por el cual Federico Barbarroja otorgaba a la ciudad considerables privilegios. La ciudad fue reconocida como una entidad política con sus propias leyes. La propiedad dentro de los límites municipales no podían someterse a señorío feudal; esto se aplicaba también a los siervos que adquirieran propiedad, si vivían en la ciudad durante un año y un día, después de lo cual eran considerados personas libres. La propiedad se heredaba libremente sin pretensiones feudales de reversión a su poder original. Este privilegio estableció la base del posterior estatus de Bremen de inmediación imperial (Ciudad libre imperial).
Pero en realidad Bremen no disfrutaba completa independencia de los príncipes arzobispos: no había libertad de religión, y los burgueses aún tenían que pagar impuestos a los príncipes arzobispos. Bremen tuvo un doble papel: participaba en las Dietas del vecino Principado arzobispado de Bremen como parte de los estados de Bremen y pagaban su parte de impuestos, al menos cuando había prestado previamente el continente. De esta manera, la ciudad tenía poder político y fiscal dentro del principado arzobispado, al tiempo que no permitía al príncipe arzobispo que gobernara la ciudad sin su consentimiento.
En el año 1260, Bremen se adhirió a la Hansa y se convirtió en uno de sus puertos más activos. Debido a rencores comerciales con las ciudades portuarias del mar Báltico, Bremen se separó, por primera vez de la Liga hanseática en 1285. Esta situación se prolongó unos 70 años.

### Llegada del poder territorial

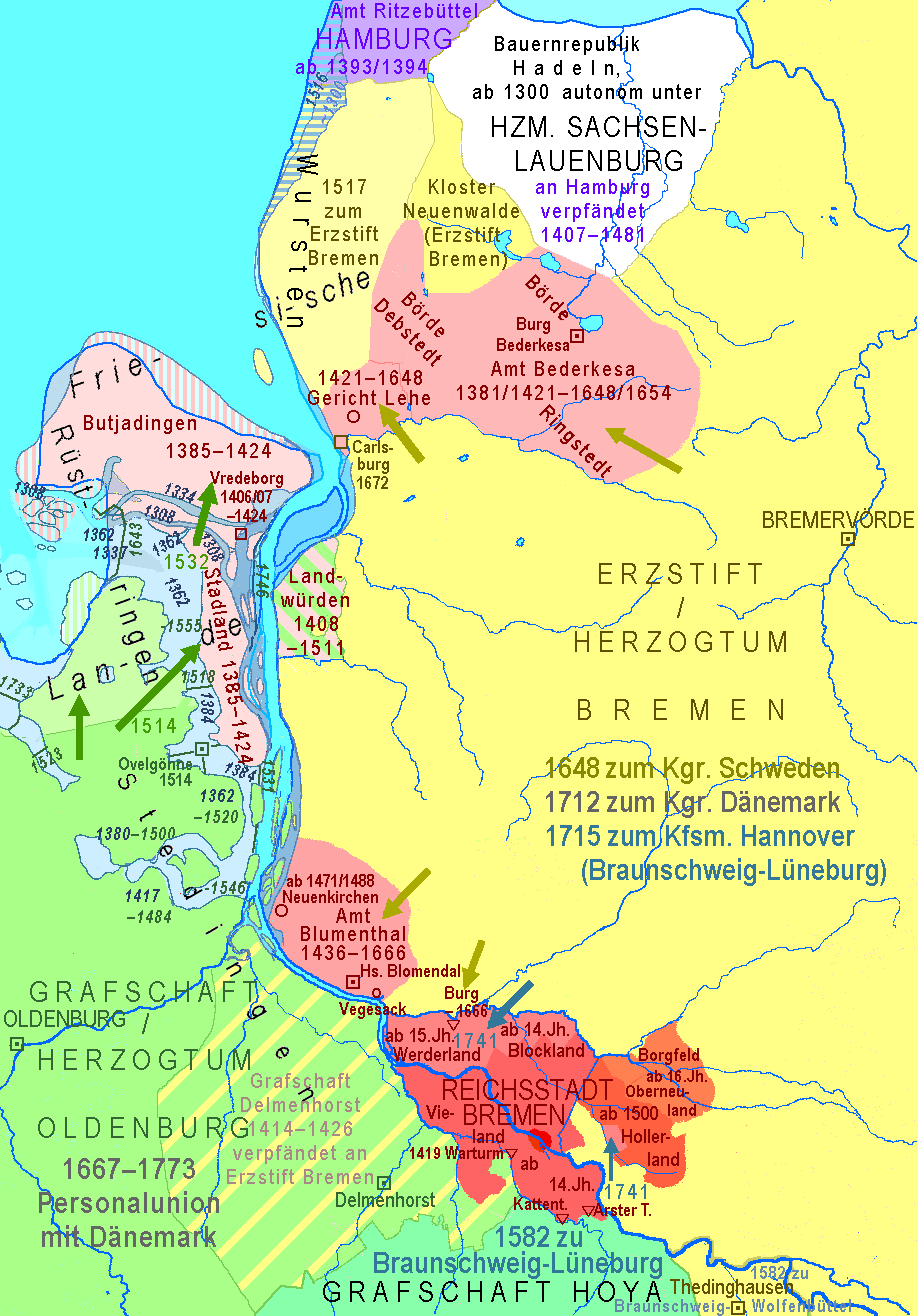
Del al : territorios de la ciudad libre de Bremen (rojo) y del arzobispado de Bremen (amarillo); los estrechos entre el bajo Weser y Jadebusen

En el siglo XIV se empezó la construcción de la muralla y Bremen se independizó del Arzobispado. En 1350, el número de habitantes alcanzó los 20.000. Alrededor de esta época el Hansekogge (coca) se convirtió en un producto único de Bremen. Volvió a adherirse a la Hansa en 1358.
En 1362, representantes de Bremen rindieron homenaje a Alberto II, príncipe arzobispo de Bremen en Langwedel. A su vez, Alberto confirmó los privilegios de la ciudad y negoció la paz entre la ciudad y Gerardo III, conde de Hoya, quien desde 1358 había mantenido a algunos burgueses de Bremen en cautividad. La ciudad tuvo que redimirlos. En 1365 un impuesto extraordinario, recaudado para financiar el rescate, causó una revuelta entre los burgueses y artesanos que fue aplastada por el concejo municipal después de mucho derramamiento de sangre.
En 1366, Alberto II intentó sacar ventaja de la disputa entre el consejo municipal de Bremen y las cofradías, cuyos miembros habían expulsado a algunos consejeros de la ciudad. Cuando estos consejeros apelaron a Alberto II en busca de ayuda, muchos artesanos y burgueses consideraban esto un acto de traición, temiendo que esta llamada al príncipe sólo provocaría que aboliese la autonomía de la ciudad.
La ciudad fortificada mantenía sus propias guardias, sin permitir que entrasen soldados del príncipe arzobispo. La ciudad reservaba una puerta muy estrecha reservada, la llamada Aguja del obispo (en latín: Acus episcopi, mencionada por vez primera en 1274), para todos los clérigos, incluyendo el príncipe arzobispo. La estrechez de la puerta hacía físicamente imposible que entrase rodeado por sus caballeros.
A pesar de todo, en la noche del 29 de mayo de 1366, las tropas de Alberto, ayudado por algunos burgueses, invadieron la ciudad. Después, la ciudad empezó a prestarle homenaje: el Rolando de Bremen, símbolo de la autonomía de la ciudad, fue destruido; y se nombró un nuevo consejo municipal. A cambio, el nuevo consejo otorgó crédito a Alberto por valor de la entonces enorme suma de 20.000 marcos de Bremen.
Pero los consejeros del concejo precedente, que habían huido al condado de Oldemburgo, obtuvieron el apoyo de los condes y volvieron a tomar la ciudad el 27 de junio de 1366. Los miembros del consejo intermedio fueron considerados traidores y decapitados, y la ciudad recuperó de facto su autonomía. De esta manera, la ciudad de Bremen, que durante mucho tiempo había disfrutado de un estatus autónomo, actuó casi completamente independiente del príncipe arzobispo. Alberto fracasó a la hora de obtener control sobre la ciudad de Bremen por segunda vez, puesto que él siempre andaba corto de dinero y carecía del apoyo de su familia, los güelfos, quienes estaban preparándose y combatiendo en la guerra de sucesión de Luneburgo (1370-88).
Para finales de la década de 1360, Bremen había otorgado crédito a Alberto II para financiar su lujoso estilo de vida y obtuvo, a cambio, la fortaleza de Vörde junto con las cuotas recaudadas en su bailío como garantía del crédito. En 1369 Bremen de nuevo prestó dinero a Alberto II contra la garantía colateral de su ceca, que estuvo a partir de entonces manejada por el consejo municipal, quien asumió así su derecho a acuñar moneda. En 1377 Bremen adquirió del duque Federico I de Brunswick-Luneburgo muchos de los castillos del príncipe arzobispo, que Alberto entregó como garantía de un préstamo al predecesor de Federico. Así Bremen obtuvo una posición poderosa en el principado arzobispado (principado eclesiástico), poniéndose en efecto al lado de su actual gobernante.
La familia de caballeros en declive de Bederkesa se había endeudado gravemente, y, habiendo ya vendido muchas de sus posesiones, había empeñado incluso su derecho al Bailío de Bederkesa (Amt Bederkesa) a la familia Mandelsloh en auge (una casa noble, o Adelsgeschlecht). Perdieron el resto de sus pretensiones a la ciudad de Bremen, cuando en 1381 sus tropas impidieron a los tres hermanos Mandelsloh que les prestara a Alberto II como poder territorial. Los Mandelsloh y otros barones bandidos de príncipe arzobispo de Verden y el principado arzobispado de Bremen saquearon a burgueses de la ciudad de Bremen así como a sus habitantes por todo el principado arzobispado.

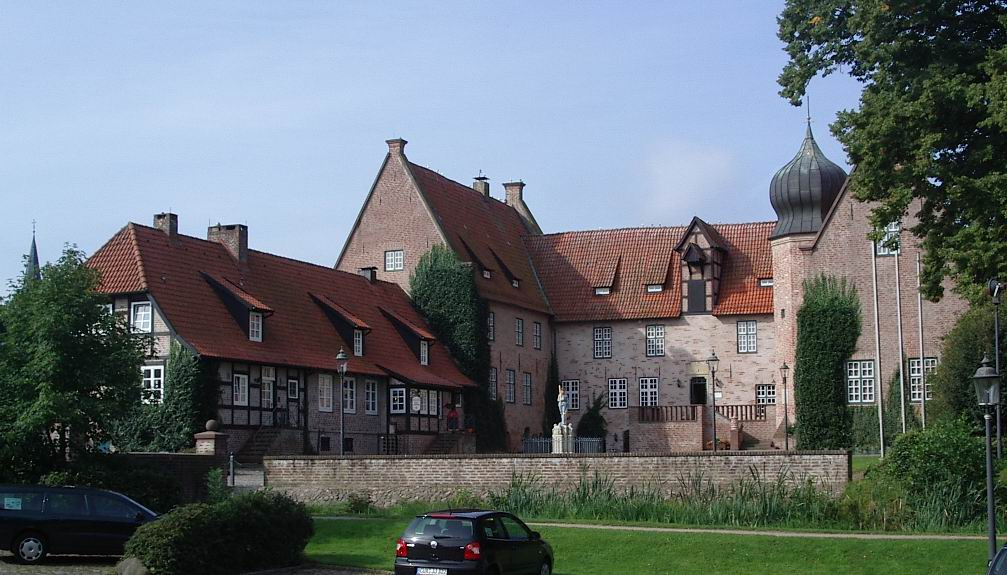
Castillo de Bederkesa, desde 1381 una fortaleza de las posesiones rurales de Bremen dentro del principado arzobispado, este último secularizado Ducado de Bremen.

 En 1381 las tropas de la ciudad acabó con éxito el bandolerismo y capturaron el castillo de Bederkesa y su bailío. Así Bremen obtuvo un punto de apoyo para fortalecer la paz y el orden en su patio trasero en el curso bajo del Weser. En 1386 la ciudad de Bremen se convirtió en el señor feudal da las familias nobles que tenían los estados de Altluneburg y Elmlohe, quienes previamente habían sido vasallos de los caballeros de Bederkesa.
De 1404 data la escultura de piedra Roland en la Marktplatz. Así se sustituía la estatua de madera, que había sido destruida en 1366 por el Bederkesa, por una más grande de caliza; esta estatua ha logrado sobrevivir seis siglos y dos guerras mundiales.
En 1411 los duques que gobernaban juntos en Sajonia-Lauemburgo, Erico IV y sus hijos Erico V y Juan IV, empeñaron su parte del castillo y bailío de Bederkesa al senado de Bremen, incluyendo todo "aquello que tengan en las jurisdicciones en la Tierra Wursten frisia y en Lehe (Bremerhaven), que pertenece a los anteriormente mencionados castillo y Vogtei". Su parte en la jurisdicción, Vogtei (bailío) y castillo habían sido adquiridos de los caballeros de Bederkesa, afectados por la peste. En 1421, Bremen adquirió también la mitad restante de los derechos de los caballeros de Bederkesa, incluyendo la parte que les quedaba en el castillo de Bederkesa. Bremen volvió a ser expulsada de la Liga Hanseática en 1427.

## Edad Moderna

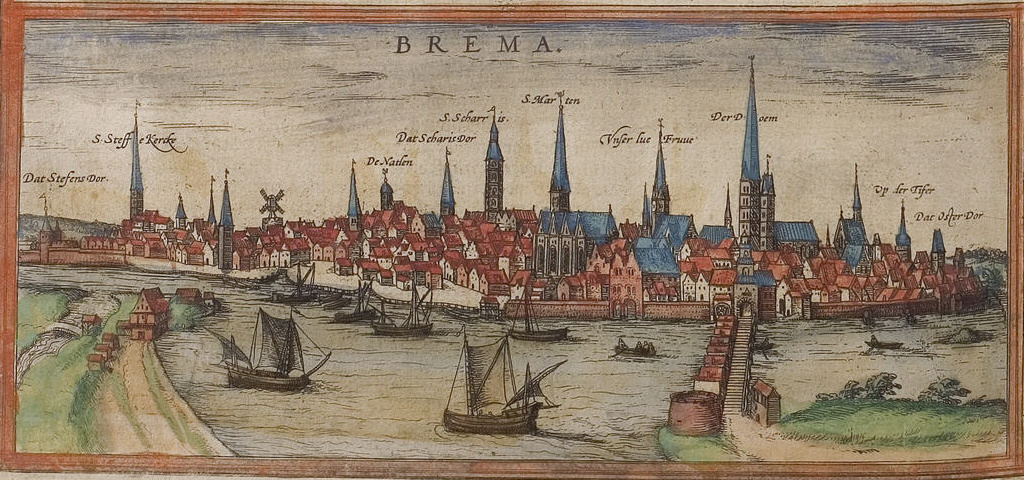
Bremen,

En 1500, Bremen se incluyó en el Círculo de Baja Sajonia. Fue expulsada de la Liga Hanseática por tercera vez en el año 1563. Durante el período 1619-1623, se construyó el primer puerto artificial de Alemania en Bremen-Vegesack por constructores holandeses.

### Bremen y la reforma

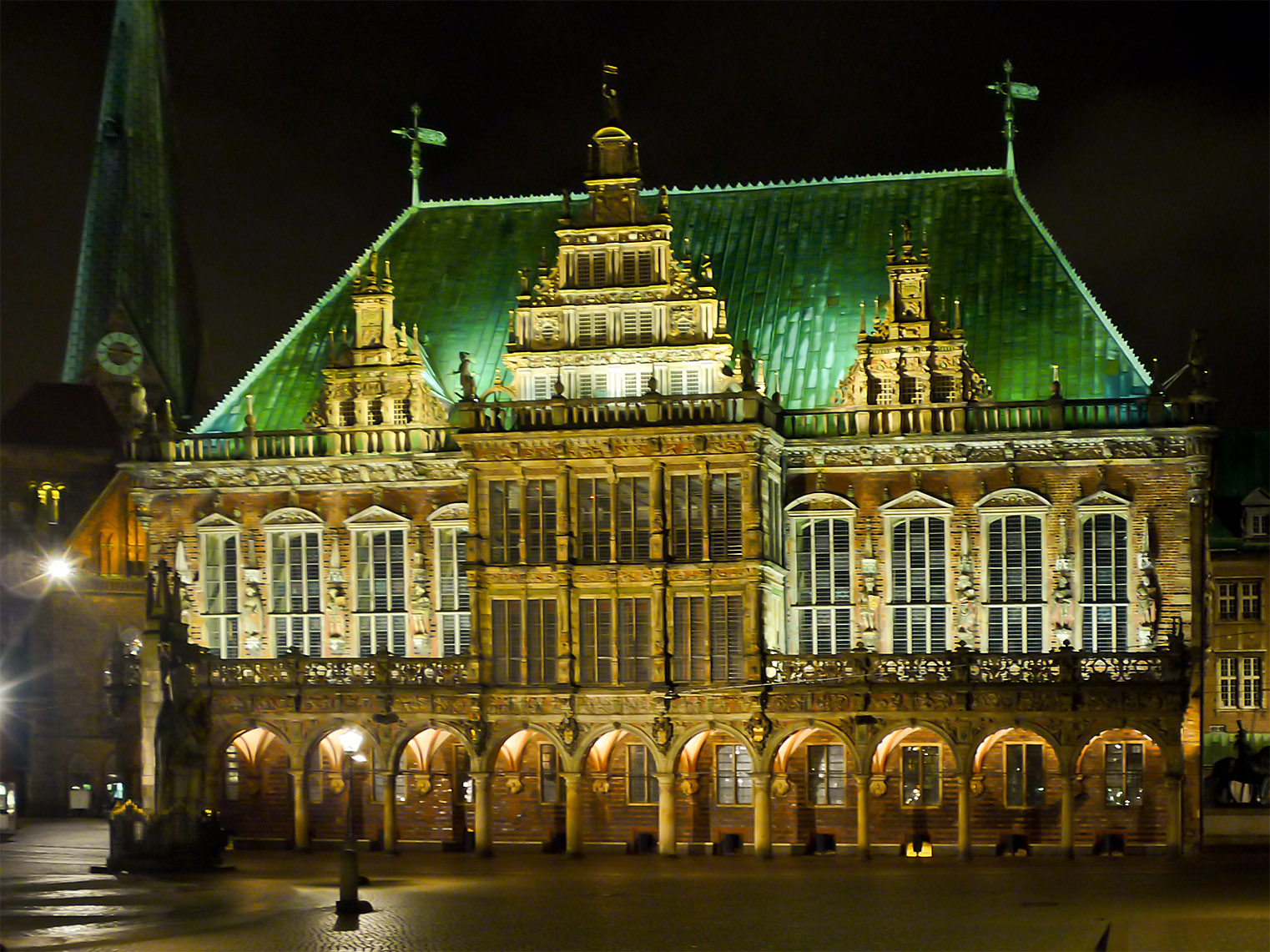
Ayuntamiento de Bremen

Cuando la reforma protestante se extendió por el norte de Alemania, la catedral de San Pedro pertenecía al distrito inmune de la catedral (en alemán: Domfreiheit; cf. también Libertad), un enclave extraterritorial del vecino principado-arzobispado de Bremen. En 1532, el capítulo catedralicio aún era católico en ese tiempo y cerró San Pedro después de que una muchedumbre formada por burgueses de Bremen habían interrumpido por la fuerza la misa católica y obligó al pastor a celebrar un servicio luterano.
En 1547, el capítulo, que mientras tanto se había vuelto predominantemente luterano, nombró al holandés Albert Rizaeus, llamado Hardenberg, como el primer pastor de la catedral de afiliación protestante. Rizaeus resultó ser partidario del entendimiento calvinista de la Última cena, que fue rechazada por la entonces mayoría luterana de burgueses, el consejo municipal, y capítulo. De manera que en 1561 - después de encendidas disputas - Rizaeus fue depuesto y expulsado de la ciudad y de la catedral de nuevo cerró sus puertas.
Sin embargo, como una consecuencia de esa controversia, la mayoría de los burgueses de Bremen y el consejo municipal adoptaron el calvinismo en la década de los noventa, mientras que el capítulo, que era al mismo tiempo el cuerpo de gobierno secular en el vecino principado arzobispado, se adhirieron al luteranismo. Este antagonismo entre una mayoría calvinista y una minoría luterana, aunque tenía una posición poderosa en su distrito inmune (mediatizado como parte de la ciudad en 1803), siguió predominando hasta que en 1873 las congregaciones calvinista y luterana de Bremen se reconciliaron y fundaron un ente unido administrativamente, la iglesia evangélica de Bremen, que aún existe hoy en día, abarcando el grueso de los burgueses de Bremen.

### La Guerra de los Treinta Años
A comienzos del siglo XVII, Bremen siguió desempeñando su doble papel, reconociendo el poder político y fiscal dentro del principado arzobispado, pero sin permitir que el principado arzobispado gobernara en la ciudad sin su consentimiento.
Poco después del comienzo de la guerra de los Treinta Años Bremen declaró su neutralidad, como hicieron la mayor parte de los territorios de la Circunscripción de Baja Sajonia. Juan Federico de Holstein-Gottorp, administrador luterano del principado-arzobispado de Bremen, intentó desesperadamente pantener su principado-arzobispado fuera de la guerra, con el completo acuerdo de los estados y la ciudad de Bremen. Cuando en 1623 las Provincias Unidas, que estaban combatiendo en la guerra de los Ochenta Años por su independencia frente a las fuerzas imperiales y españolas de los Habsburgo, pidieron a sus correligionarios calvinistas de Bremen que se les unieran, la ciudad se negó, pero empezó a reforzar sus fortificaciones.
En 1623 los territorios que estaban en la Circunscripción de Baja Sajonia decidieron reclutar un ejército para mantener una neutralidad armada, ya que tropas de la Liga católica ya estaban operando en la vecina Circunscripción de Baja Renania-Westfalia y peligrosamente cerca de su región. Los efectos concomitantes de la guerra, la devaluación de la moneda y el alza de los precios, habían causado ya una inflación que también se sentía en Bremen.
En 1623 las Provincias Unidas, apoyadas diplomáticamente por Jacobo I de Inglaterra, el cuñado de Cristián IV de Dinamarca, comenzó una nueva campaña anti-Habsburgo. Así las tropas de la Liga católica estaban entretenidas en otro lugar y Bremen pareció aliviada. Pero poco después las tropas imperiales bajo el mando de Wallenstein se dirigieron al norte en un intento de destruir a la decadente Liga hanseática, para reducir las ciudades hanseáticas de Bremen, Hamburgo y Lübeck y establecer un monopolio del comercio báltico, administrado por algunos favoritos imperiales incluyendo a españoles y polacos. La idea era ganar el apoyo de Suecia y Dinamarca, pues ambos países habían buscado desde hacía tiempo la destrucción de la Hansa.
En mayo de 1625, el duque Cristián IV de Holstein fue elegido - en la segunda de sus funciones - por los territorios miembros de la circunscripción de Baja Sajonia comandante en jefe de las tropas de Baja Sajonia. En el mismo año Cristián IV se unió a la coalición militar anglo-holandesa. Cristián IV ordenó a sus tropas capturar todo los centros importantes de tráfico en el principado-arzobispado y comenzó la batalla de Lutter am Barenberge, el 27 de agosto de 1626, donde fue derrotado por las tropas de la Liga bajo el mando de Johan 't Serclaes, conde de Tilly. Cristián IV y las tropas que le quedaban huyeron al principado-arzobispado y establecieron su cuartel general en Stade.

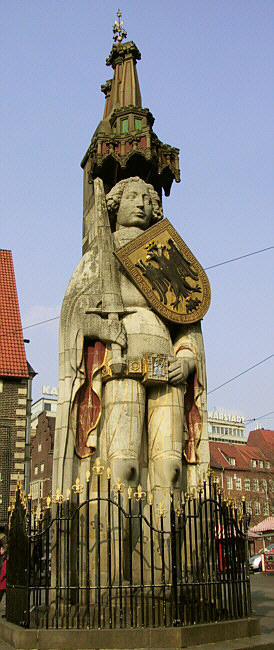
Rolando

En 1627 Cristián IV se retiró del principado-arzobispado, para oponerse a Wallenstein, que había invadido su ducado de Holstein. Tilly entonces invadió el principado-arzobispado y capturó su parte meridional. Bremen cerró las puertas de la ciudad y se atrincheró tras sus fortificaciones mejoradas. En 1628, Tilly se volvió hacia la ciudad, y Bremen le pagó un rescate de 10.000 rixdales para evitar el asedio. La ciudad no fue ocupada durante la guerra.
La toma por la Liga católica permitió al emperador Fernando II implementar el Edicto de Restitución, decretado el 6 de marzo de 1629, dentro del principado-arzobispado de Bremen incluyendo la ciudad de Bremen. En septiembre de 1629 Francisco Guillermo de Wartenberg, nombrado por Fernando II como presidente de la comisión de restitución imperial para la circunscripción de Baja Sajonia, ejecutando lo previsto en el edicto de Restitución, ordenó al capítulo de Bremen, con sede en la ciudad, que rindiese cuentas de todo el patrimonio del principado-arzobispado. El capítulo se opuso, argumentando primero que la orden no había sido autorizada y luego que debido a disputas con el consejo municipal de Bremen, no podían viajar libremente para rendir cuentas, mucho menos hacer la necesaria investigación del patrimonio. Las actitudes anticatólicas de los burgueses y el consejo de Bremen hizo completamente imposible preparar la restitución del patrimonio luterano a la iglesia católica. Incluso los capitulares luteranos estaban incómodos en el calvinista Bremen.
El consejo municipal de Bremen decidió que el patrimonio capitular y del principado-arzobispado dentro de los límites de la ciudad no ocupada no se restituyera a la iglesia católica. El consejo argumentó que la ciudad había sido protestante durante mucho tiempo, pero la comisión de restitución replicó que la ciudad era de iure una parte del principado-arzobispado, de manera que el protestantismo se había apoderado ilegítimamente de propiedades de católicos. El consejo contestó que, en esas circunstancias, prefería separarse del Sacro Imperio Romano Germánico y unirse a la prácticamente independiente República de los Siete Países Bajos. La ciudad ni fue conquistada ni asediada con éxito debido a sus nuevas fortificaciones y su acceso al mar del Norte.
En octubre de 1631 un ejército, recientemente reclutado por Juan Federico, comenzó a reconquistar el principado-arzobispado — ayudado por fuerzas suecas y de la ciudad de Bremen. Juan Federico volvió al cargo, sólo para llevar a efecto la supremacía de Suecia, consistente en que retenía el mando supremo hasta el final de la guerra. Con el refuerzo del poder sueco sobre el principado-arzobispado de Bremen, que estaba negociándose en el tratado de Westfalia, la ciudad de Bremen temía caer bajo gobierno sueco también. Por lo tanto, la ciudad apeló a la confirmación imperial de su estatus de inmediación desde 1186 (privilegio de Gelnhausen). En 1646 el emperador Fernando III concedió lo que le pedían y confirmó (Diploma de Linz) su carácter de ciudad libre del Imperio, independiente.

#### Reacción sueca
Fue posesión sueca desde 1648. El principado arzobispado fue transformado en el ducado de Bremen, que fue gobernado en unión personal por la Corona sueca. Suecia, representada por su feudo imperial Bremen-Verden, que comprendía los principados-arzobispados secularizados de Bremen y Verden, no aceptó la inmediación imperial de la ciudad de Bremen. El Bremen-Verden sueco intentó mediatizar a la Ciudad libre imperial de Bremen (esto es, hacer el cambio de alianza a Suecia). A tal fin, el Bremen-Verden sueco por dos veces hizo la guerra a Bremen. En 1381 la ciudad de Bremen había impuesto un gobierno de facto en una zona alrededor de Bederkesa y al oeste de él llegando a la rama inferior del Weser cerca de Bremerlehe (una parte de lo que hoy es Bremerhaven). A principios de 1653, las tropas suecas de Bremen-Verden tomaron Bremerlehe a la fuerza. En febrero de 1654 la ciudad de Bremen consiguió que el emperador Fernando III les concediera asiento y voto en la Dieta del Sacro Imperio, aceptando de esta manera el estatus de la ciudad como Ciudad libre imperial de Bremen.
Fernando III exigió que Cristina de Suecia, duquesa reinante de Bremen-Verden, compensara a la ciudad de Bremen por los daños causados y que devolviera Bremerlehe. Cuando en marzo de 1654 la ciudad de Bremen empezó a reclutar soldados en la región de Bederkesa, para prepararse frente a otros actos arbitrarios, Bremen-Verden sueco emprendió la primera guerra de Bremen (de marzo a julio de 1654), alegando que actuaba en legítima defensa. La ciudad libre imperial de Bremen mientras tanto, había instado a Fernando III a que la apoyara, y en julio de 1654 el emperador pidió a Carlos X Gustavo de Suecia, el sucesor de Cristina como duque de Bremen-Verden, que cesase el conflicto, lo que dio como resultado el primer tratado de Stade (noviembre de 1654). Dejó sin resolver la cuestión principal, la aceptación de la inmediación imperial de la ciudad de Bremen. Pero la ciudad accedió a pagar tributo y recaudar impuestos en favor del Bremen-Verden sueco, y ceder sus posesiones alrededor de Bederkesa y Bremerlehe, que es por lo que más tarde fue llamado Lehe.
En diciembre de 1660 el consejo municipal de Bremen prestó homenaje como ciudad libre imperial al emperador Leopoldo I. En 1663 la ciudad obtuvo asiento y voto en la dieta imperial, a pesar de que protestase el Bremen-Verden sueco. En marzo de 1664 la dieta sueca se pronunció en favor de emprender la guerra contra la ciudad libre imperial de Bremen. Justo después Leopoldo I, que estaba ocupado guerreando contra los otomanos, había enfeudado al rey menor Carlos XI de Suecia con Bremen-Verden, mientras que los vecinos Brunswick y castillo de Luneburgo estaban ocupados por querellas sucesorias y Francia no se oponía, Suecia emprendió la segunda guerra de Bremen (1665-66) desde su feudo de Bremen-Verden fief.
Los suecos, bajo Carl Gustaf Wrangel, asediaron la ciudad de Bremen. El sitio llevó al conflicto a Brandeburgo-Prusia, Brunswick y Luneburgo-Celle, Dinamarca, Leopoldo I y los Países Bajos, que estaban, todos ellos, a favor de a ciudad, con tropas brandeburguesas, de Celle, danesas y holandesas en las fronteras de Bremen-Verden, preparadas para la invasión. De manera que el 15 de noviembre de 1666 Suecia tuvo que firmar el tratado de Habenhausen, obligando a destruir las fortalezas construidas cerca de Bremen y prohibiendo a Bremen enviar representantes a la Dieta de la Circunscripción de Baja Sajonia. A partir de entonces no hubo más intentos suecos de capturar la ciudad..
En 1700 Bremen introdujo - como todos los territorios protestantes de inmediación imperial - el calendario mejorado, tal como lo llamaron los protestantes, para no mencionar al papa Gregorio XIII. De manera que al domingo, 18 de febrero del calendario antiguo, le siguió el lunes, 1 de marzo del nuevo.
Bremen siguió siendo sueca hasta 1719, cuando pasó a Hannover. En 1741 recuperó su estatus de ciudad libre. En 1783 comenzó el comercio transatlántico directo con los Estados Unidos.

## Edad Contemporánea

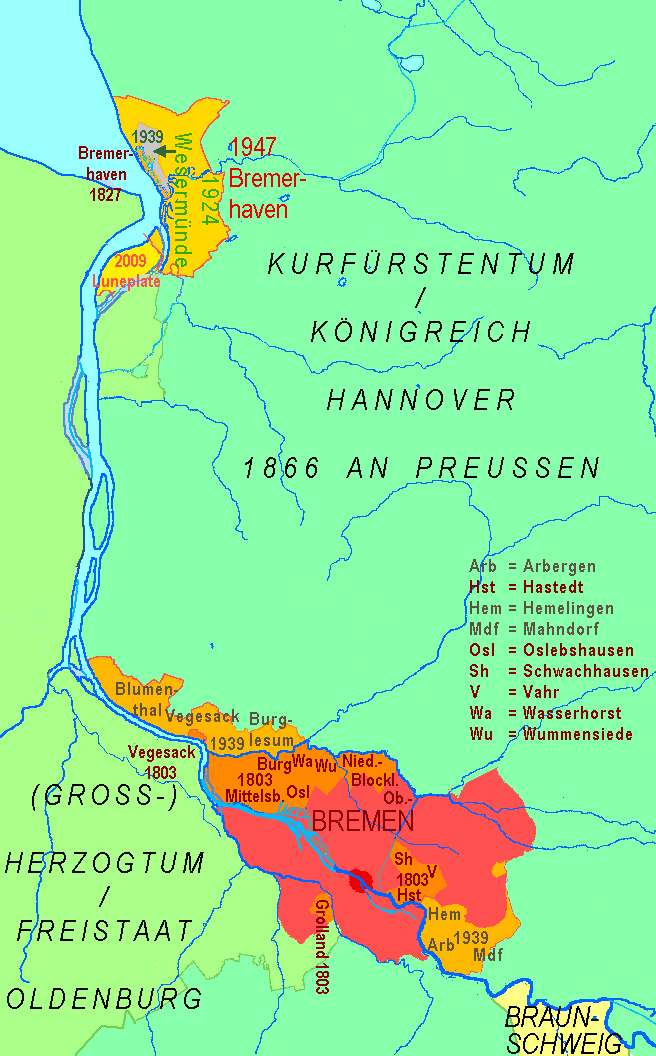
Territorio de Bremen como estado desde 1800

### SigloXIX
La bahía de Vegesack pasó a formar parte de la ciudad de Bremen en 1803. En 1811, la ciudad fue ocupada por tropas francesas al mando de Napoleón y se integró en el sistema administrativo francés bajo el nombre de departamento de Bouches-du-Weser ("Departamento de las Bocas del Weser"). En 1813, los franceses, conforme se retiraban, abandonaron Bremen.
Johann Smidt, representante de Bremen en el Congreso de Viena (1815), tuvo éxito a la hora de lograr la no-mediatización de Bremen, Hamburgo y Lübeck, por medio de lo cual no fueron incorporadas estas ciudades a ninguna de las monarquías vecinas, sino que se convirtieron en repúblicas soberanas. El primer barco de vapor alemán se manufacturó en 1817 en el astillero de Johann Lange. En 1827, Bremen, con Johann Smidt, su alcalde en aquella época, adquirió tierra al reino de Hannover, para establecer la ciudad de Bremerhaven (Puerto de Bremen) en la desembocadura del Weser, como una avanzadilla de Bremen debido a que el río Weser se estaba obstruyendo con sedimentos. El asentamiento es más tarde reclamado por la ciudad libre y absorbido por el Estado de Bremen. En 1832 comenzó la emigración de más de siete millones de personas al Nuevo Mundo, que se prolongó hasta 1960. La cervecera Beck's se fundó en 1837 y sigue existiendo hoy en día, formando parte de la empresa Anheuser-Busch InBev. En 1849 se inauguró el Kunsthalle Bremen (Pabellón de las Artes). La compañía naviera Norddeutscher Lloyd (NDL) se fundó en 1857. Lloyd se convirtió en sinónimo de la navegación comercial y es hoy parte de Hapag-Lloyd.
Bremen se unió a la Confederación Alemana del Norte en los años 1860. Cuando en 1871 se fundó el Imperio alemán, Bremen formó parte del mismo, con el título constitucional de "Ciudad libre hanseática", así como un asiento en el Bundesrat. En 1872 se fundó la Bolsa de Algodón de Bremen.
En 1888, la ciudad-estado Bremen (y la de Hamburgo) se incorporó a la Unión Aduanera Alemana, diecisiete años después de la unificación política. Ese mismo año se inauguró el primer puerto libre alemán. Las obras de corrección del río se finalizaron en 1895.

### SigloXX

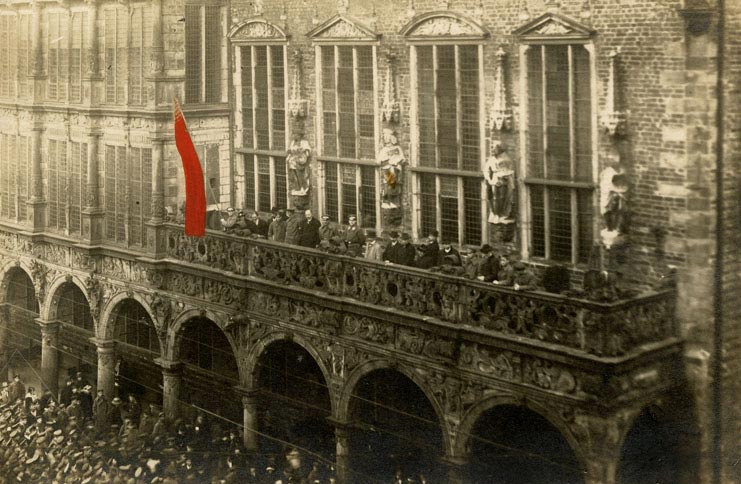
Proclamación de la República Revolucionaria de Bremen (Bremer Räterepublik) enfrente del ayuntamiento, 15 de noviembre de 1918.

La República Soviética de Bremen existió desde enero hasta febrero de 1919 con posterioridad a la Primera Guerra Mundial, antes de ser aplastada por los Freikorps de Gerstenberg.
En 1920 se construyó el aeropuerto. Henrich Focke, Georg Wulf y Werner Naumann fundaron la Focke-Wulf Flugzeugbau AG en Bremen en 1923; Focke-Wulf formalmente se unió a Weserflug en 1964, convirtiéndose en Vereinigte Flugtechnische Werke (VFW). A su vez, a división VFW fue absorbida en 2003, por la subdivisión de transporte espacial de EADS, una empresa que realiza aeronaves tanto civiles como militares. El Columbuskaje en Bremerhaven se inauguró en 1928. El barco de pasajeros SS Bremen de la naviera Norddeutscher Lloyd recibió la «Banda Azul» por realizar desde este puerto la travesía más rápida del Atlántico. Borgward, una fabricante de automóviles, se fundó en 1929, y es hoy parte de Daimler AG.
El 1 de noviembre de 1939, habiendo estallado ya la Segunda Guerra Mundial dos meses antes, entró en vigor el llamado Vierte Verordnung über den Neuaufbau des Reichs (Cuarto decreto para la reorganización del Imperio) del 28 de septiembre de los nacionalsocialistas. En virtud de ello, la ciudad de Bremerhaven se separó de Bremen y se unió al puerto prusiano de Wesermünde para formar la gran ciudad de Wesermünde. Además, se incorporaron a Bremen los municipios de Lesum, Grohn, Schönbeck, Aumund, Blumenthal, Farge, Hemelingen y Mahndorf del Distrito Prusia (Provincia de Hannover). Durante la Segunda Guerra Mundial estuvo abierto el campo de concentración de Bremen-Vegesack. La ciudad sufrió durante la guerra 173 bombardeos entre el 18 de mayo de 1940 (7 muertos) y el 24 de abril de 1945 (19 muertos), en el transcurso de los cuales se arrojaron 890.000 bombas que mataron a 3562 personas. Después del bombardeo de Bremen, la tercera división de infantería británica bajo el mando de General Whistler capturó Bremen en 25 de abril de 1945. Quedó dentro de la Zona de ocupación norteamericana (Amerikanische Exklave) en la zona otorgada a la ocupación británica.
En 1946 el alcalde de Bremen, Wilhelm Kaisen (SPD) viajó a los Estados Unidos para restablecer la estatalidad de Bremen, ya que había sido tradicionalmente una ciudad-estado para evitar su incorporación al estado de Baja Sajonia en la zona de ocupación británica. En 1947 la ciudad se convirtió en un enclave, parte de la zona de ocupación estadounidense rodeada de la zona británica. El 1 de enero de 1947 se disolvió la gran ciudad de Wesermünde y Bremen recuperó el puerto transoceánico de Bremerhaven. Ese mismo año 1947, Martin Mende fundó Nordmende, una empresa de entretenimientos electrónicos; existió hasta 1987.
En 1949, se constituyó como un Bundesland (estado federado formado por la ciudad de Bremen y la ciudad de Bremerhaven) en la República Federal de Alemania. OHB-System, un fabricante de satélites de mediano tamaño, se fundó en 1958.
En los trabajos de ampliación del puerto (1962) se descubrieron en el Weser los restos relativamente bien conservados de una embarcación hanseática del año 1380, la Ubena de Bremen.
La universidad de Bremen, fundada en 1971, es una de las once instituciones clasificadas como una "Universidad de élite" en Alemania, y enseña a, aproximadamente, 23 500 personas de 126 países diferentes.

### SigloXXI
En 2004 son declarados Patrimonio Cultural de la Humanidad por la Unesco la estatua de Rolando y el Ayuntamiento de Bremen.
En la actualidad (2014) se está realizando la mayor ampliación urbanística de la historia de Bremen, en la zona conocida como Überseestadt ("ciudad de ultramar"), recuperando antiguos almacenes y creando viviendas, oficinas y zonas de ocio, incluyendo un centro deportivo del equipo de fútbol Werder Bremen.